# Transgresja morza
Transgresja morza – stopniowe zalewanie powierzchni lądu przez morze.
Przyczyną transgresji są pionowe ruchy skorupy ziemskiej (zapadanie się lądu) lub podnoszenie się poziomu morza (ruchy eustatyczne). W efekcie powstaje nowa linia brzegowa, a morze zwiększa swój obszar. 
Do transgresji morza na obecnym terytorium Polski dochodziło kilkakrotnie w czasie fanerozoiku. W paleozoiku transgresja morska miała miejsce w kambrze, ordowiku i sylurze oraz w środkowym i późnym dewonie, wczesnym karbonie i pod koniec permu. W mezozoiku – w środkowym triasie, środkowej i późnej jurze oraz w czasie od końca wczesnej kredy do końca późnej kredy. W czasie kenozoiku – w eocenie i późnym miocenie.